# Nikotynizm
Nikotynizm – uzależnienie od nikotyny.

## Dane statystyczne
| rok  | procent   | procent | procent   |
| rok  | mężczyźni | kobiety | populacja |
| ---- | --------- | ------- | --------- |
| 1995 | 40,9      | 19,4    | 29,6      |
| 2004 | 33,9      | 19,3    | 26,3      |
| 2011 | 33,6      | 20,5    | 27,2 / 31 |
| 2013 | 31        | 23      | 27        |
| 2015 | 31        | 18      | 24        |
| 2017 | 29        | 20      | 24        |

| region                  | procent   | procent |
| region                  | mężczyźni | kobiety |
| ----------------------- | --------- | ------- |
| Afryka                  | 29        | 4       |
| Pn. i Pd. Ameryka       | 35        | 22      |
| Środkowy Wschód         | 35        | 4       |
| Europa                  | 46        | 26      |
| Pd-wsch. Azja           | 44        | 4       |
| zach. Ocean Spokojny    | 60        | 8       |
| (według ocen WHO, 2000) |           |         |

Od 1985 spotykają się grupy samopomocowe Anonimowych Nikotynistów (Nicotine Anonymous), które korzystają z zapożyczonego od Anonimowych Alkoholików Programu 12 kroków.
31 maja jest dniem bez papierosa.

## Mechanizm uzależnienia
Główne właściwości uzależniające nikotyny wiązane są z powodowaniem wyrzutu dopaminy do jądra półleżącego.